# Del odio nace el amor
Del odio nace el amor es una película de comedia, drama, romance, acción y aventura mexicanoestadounidense de 1950, escrita y dirigida por Emilio "El Indio" Fernández y protagonizada por Pedro Armendáriz y Paulette Goddard. Es una nueva versión de la película Enamorada (1946), también escrita y dirigida por Fernández, y protagonizada por Armendáriz. Esta película marca el debut cinematográfico de la actriz Rosa María Vázquez.

## Argumento
En la ciudad mexicana de Cholula se prepara la boda de María Dolores Peñafiel, hija del exitoso fabricante de vidrio Don Carlos Peñafiel, con el médico estadounidense Dr. Robert Stanley. Cuando el líder rebelde José Juan Reyes y sus tropas toman Cholula, la boda parece estar en peligro. Las familias adineradas de la zona visitan la finca Peñafiel. Un sacerdote, el padre Sierra, que también está allí, le asegura a María Dolores que Reyes es un viejo amigo suyo de la escuela.
Reyes encarcela a muchos residentes e incluso ejecuta a algunos. Don Carlos, el padre Sierra y algunos más acuden a Reyes, quien saluda calurosamente al padre. Exige dinero y suministros a los residentes ricos. A los ojos de Reyes, el comerciante Fidel Bernal es particularmente responsable porque Bernal hizo una fortuna con la revolución. Al cabo de un rato, Bernal acepta. Incluso le ofrece a Reyes su esposa, lo que enfurece tanto a Reyes que ordena que Bernal sea fusilado. El Dr. Stanley pide viajar a la Ciudad de México para comprar medicinas y traer de regreso el vestido de novia de María Dolores. Reyes acepta y deja que el médico se vaya.
El padre Sierra se entera de que Reyes cuida especialmente de la niña Adelita, cuyos padres murieron luchando en el bando rebelde. Cuando Reyes acosa a María Dolores en la calle, ella lo deja inconsciente de un puñetazo. Reyes, impresionado, se enamora de María Dolores y le pide consejo al padre Sierra. Mientras tanto, Don Carlos es sentenciado a ser ejecutado por orden del lugarteniente de Reyes, el Capitán Bocanegra. Reyes hace arreglos para que Don Carlos sea liberado a tiempo. Después, María Dolores se muestra desdeñosa, pero eso no impide que Reyes siga cortejándola.
Cuando Reyes le reprocha un día que el hecho fortuito de haber nacido en una familia rica es lo único que le impide seguirlo a él y a la revolución, ella lo abofetea. Esta vez, sin embargo, él contraataca. El padre Sierra interviene y también es golpeado. Aun así, reconoce estar de acuerdo con las opiniones de Reyes. Una ola de gripe azota la ciudad y muchos de los residentes, incluida la pequeña Adelita, enferman. Las tropas rebeldes quieren escapar de la gripe, pero Reyes prohíbe a todos salir de la ciudad. Don Carlos y su hija también quieren irse. Reyes les deja la decisión a ellos, y cuando ven el sufrimiento de los enfermos, los Peñafiel deciden quedarse y ayudar.
El Dr. Stanley regresa. Aunque no pudo llevar consigo ningún medicamento, aconseja tratar a los enfermos con quinina y compresas para bajar la fiebre. Reyes le pide perdón a María Dolores por su comportamiento y ella, atraída por él, lo perdona. Para sorpresa de todos, la pequeña Adelita muere a causa de la gripe. Reyes y el padre Sierra se enteran de que las tropas gubernamentales se acercan a la ciudad y se supone que liquidarán a los rebeldes. Reyes decide salir de Cholula con su gente para proteger a los vecinos. Durante la ceremonia de boda en casa de los Peñafiel, los rebeldes pasan a caballo. María Dolores sale corriendo para reunirse con Reyes.

## Reparto
- Paulette Goddard como María Dolores Peñafiel.
- Pedro Armendáriz como José Juan Reyes.
- Gilbert Roland como el padre Sierra.
- Walter Reed como Dr. Robert Stanley.
- Julio Villarreal como Don Carlos Peñafiel.
- Carlos Múzquiz como Fidel Bernal.
- Margarito Luna como Capitán Bocanegra.
- José Torvay como Capitán Quiñones.
- Pascual García Peña como Don Apolinio.
- Antonia Daneem como Adelita.
- Jorge Treviño
- Rosaura Revueltas
- Eduardo Arozamena
- Guillermo Calles

## Producción
La película se rodó desde principios de septiembre hasta mediados de octubre de 1949 en los Estudios Churubusco de la Ciudad de México.
El director Emilio Fernández anteriormente realizó la película Enamorada de 1946 con Pedro Armendáriz. El papel de la protagonista femenina estuvo a cargo en aquel entonces de María Félix. Paulette Goddard vio la película y decidió que una nueva versión de la película sería adecuada como un vehículo actoral para ella. Además de protagonizar, Goddard también coprodujo la película. Fernández, Armendáriz y el director de fotografía Gabriel Figueroa viajaron a Cholula, en el sur de México, a mediados de 1949 para rodar sus escenas con Goddard, quien asumió el papel de Félix. Se reutilizaron escenas de la película original en las que aparecen Armendáriz y sus tropas.

## Recepción
El Lexikon des internationalen Films alemán escribió: «Remake sólidamente elaborado».
El crítico de The New York Times comparó desfavorablemente la actuación de Goddard con la de Félix en la Enamorada original, diciendo que a diferencia del carácter «fogoso» y «expresivo» Félix, «Lamentablemente no se puede aplicar lo mismo a la actuación de la señorita Goddard. Sus rabietas carecen de espontaneidad y vigor animal vivaz. Todos sus modales son baratos y toscos y desentonan completamente con el carácter de una dama de buena cuna». La cinematografía de Gabriel Figueroa también fue criticada, escribiendo que si bien Figueroa fotografió «algunos efectos escénicos al aire libre compuestos de manera experta, [su] cámara no siempre es amable con los rasgos de la señorita Goddard y el resultado es que ella rara vez luce como la belleza fresca que se supone que es». Sobre la dirección de Fernández, la reseña reza que él «no ha podido acelerar el ritmo de su drama» respecto a la película original, y que «el acento está en el romance en "The Torch" y en ese nivel es bastante aburrida Más acción habría ayudado porque la película acelera el ritmo cuando los caballos galopan y el sonido del cañón sacude la pantalla».
El crítico de TV Guide vio «un romance mediocre que tiene un toque de comedia» y que «la fotografía nítida ayuda al guion débil».